# Krasnogorka
Krasnogorka (en rus: Красногорка) és un poble de l'óblast de Lípetsk, a Rússia, que el 2013 tenia 261 habitants. Pertany al districte rural de Griazi.